# Minéraloïde
Cet article court présente un sujet plus développé dans : Minéral.

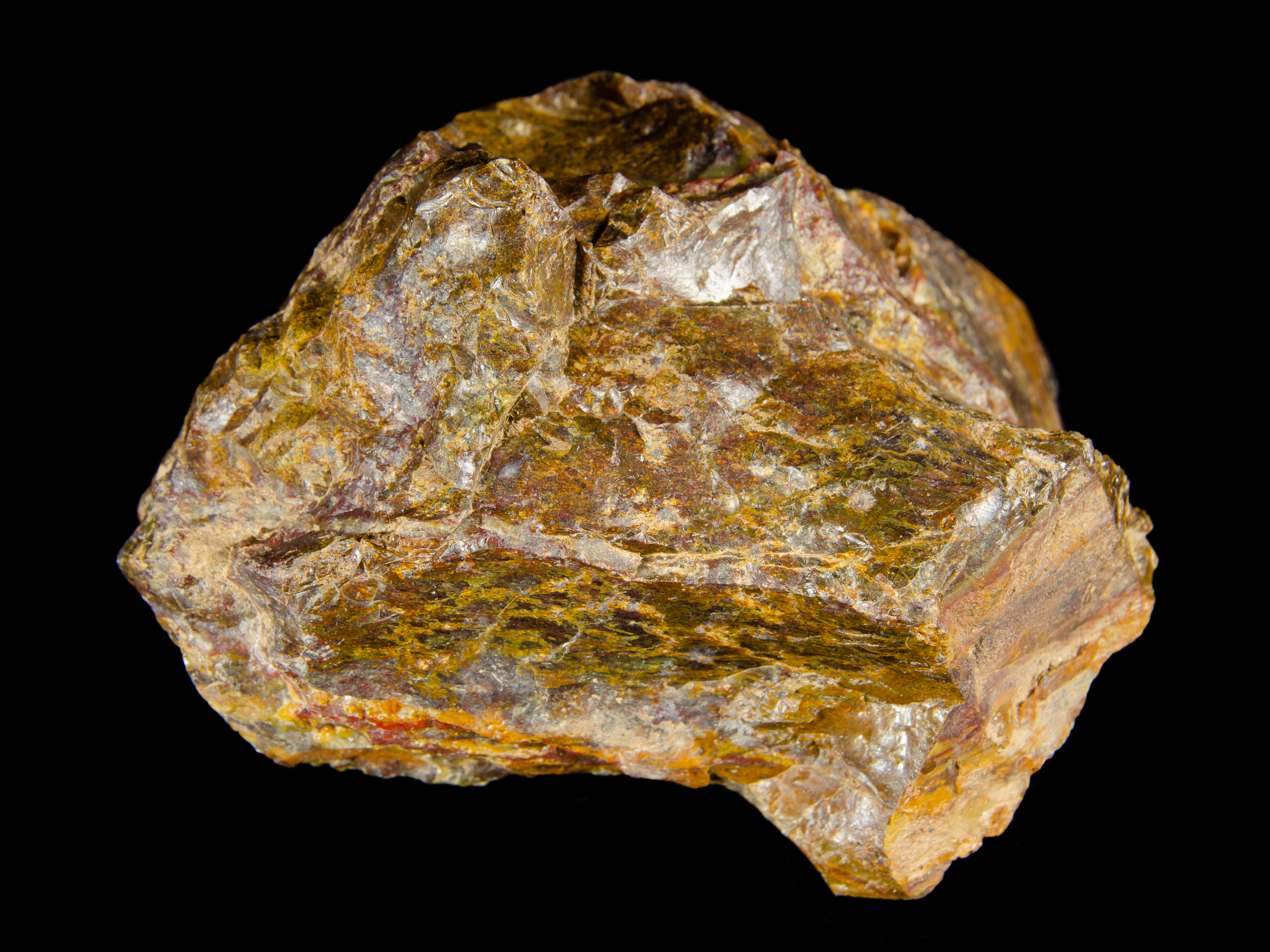
Une opale

Un minéraloïde possède toutes les caractéristiques d’un minéral cristallisé, solide, naturel, non organique, avec une composition chimique définie mais sans structure atomique ordonnée.
L'opale, l'ambre sont des minéraloïdes, de même que les perles, la nacre, le jais, l'ivoire, le corail (rouge ou noir), la mellite et le copal.